# Wysoki przedstawiciel dla Bośni i Hercegowiny
Wysoki przedstawiciel dla Bośni i Hercegowiny – Biuro Wysokiego Przedstawiciela w Bośni i Hercegowinie (OHR, Office of the High Representative in Bosnia and Herzegovina) zostało utworzone w 1995, po zawarciu porozumienia w Dayton. Jego głównym celem jest nadzorowanie i kontrola implementacji cywilnych ustaleń z Dayton. Wysoki przedstawiciel i Biuro Wysokiego Przedstawiciela reprezentują społeczność międzynarodową oraz ONZ. Od 2002 do 2011 wysoki przedstawiciel był jednocześnie specjalnym przedstawicielem Unii Europejskiej.

## Lista wysokich przedstawicieli
- 1995–1997: Carl Bildt (Szwecja)
- 1997–1999: Carlos Westendorp (Hiszpania)
- 1999–2002: Wolfgang Petritsch (Austria)
- 2002–2006: Paddy Ashdown (Wielka Brytania)
- 2006–2007: Christian Schwarz-Schilling (Niemcy)
- 2007–2009 Miroslav Lajčák (Słowacja)
- 2009–2021: Valentin Inzko (Austria)
- 2021–nadal: Christian Schmidt (Niemcy)

## Nadzwyczajne kompetencje
Wysoki Przedstawiciel ONZ może korzystać z tak zwanych uprawnień bońskich, które w 1997 roku dodano do zapisów porozumienia z Dayton. Dzięki nim ma on uprawnienia do odwoływania ze stanowisk polityków z obydwu części federacji, których postawa mogłaby utrudniać wdrażanie w kraju procesu pokojowego.